# Elisabeth Widmark

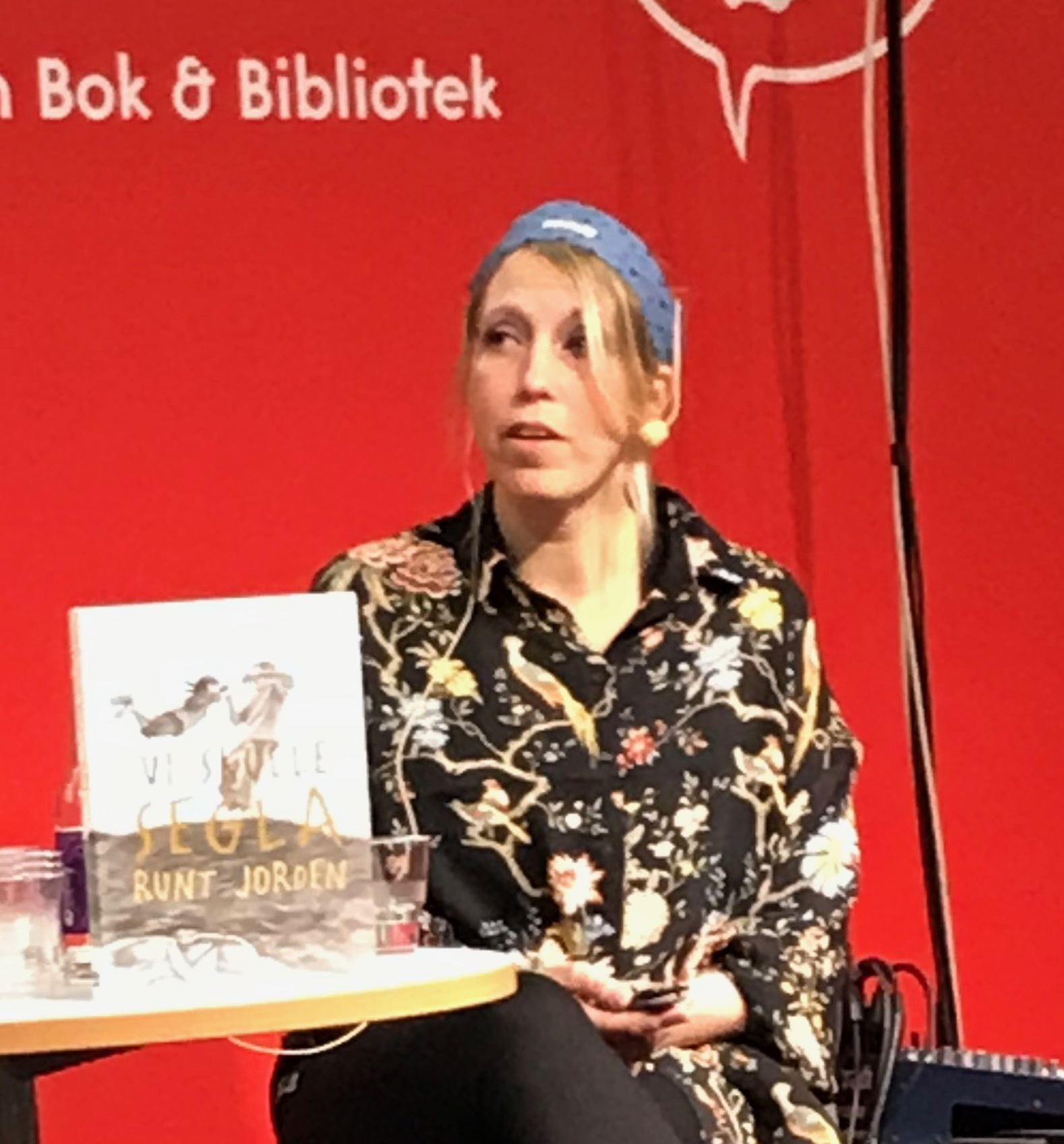
Elisabeth Widmark på Bokmässan 2018.

Elisabeth Widmark, född 1 januari 1981 i Skellefteå, är en svensk bildkonstnär, illustratör och serietecknare. Hon bor i Holmsund utanför Umeå där hon även har sin ateljé.

## Biografi
Elisabeth Widmark arbetar som frilansande illustratör och har illustrerat flera barn- och ungdomsböcker åt olika svenska bokförlag, bland annat Rabén & Sjögren, Bokförlaget Hedvig, Natur & Kultur och Opal. Hon är också inriktad på att teckna storyboards och serier.
Hon är också verksam bildkonstnär och har deltagit med sina blyertsteckningar i separat- och grupputställningar i Sverige. Hennes verk finns representerade hos bland andra Skellefteå Kommun, Norrbottens läns Landsting, Västerbottens läns Landsting samt konstföreningar.

## Priser och utmärkelser
- 2013: Svart på Vitt - Landskronas konstförenings teckningsstipendiat
- 2019: Norrlands litteraturpris[3]